# Syzygium malaccense
Syzygium malaccense, comunament coneguda com a poma d'aigua, poma malaia, pomarrosa, Cajuilito Soliman, pomagàs, pomagà, marañón japonés, pomalaca o marañón curazao, és una espècie d'arbre pertanyent a la família de les mirtàcies. L'olor del fruit és molt similar a la d'una rosa, és de textura aquosa i sabor lleugerament dolça.

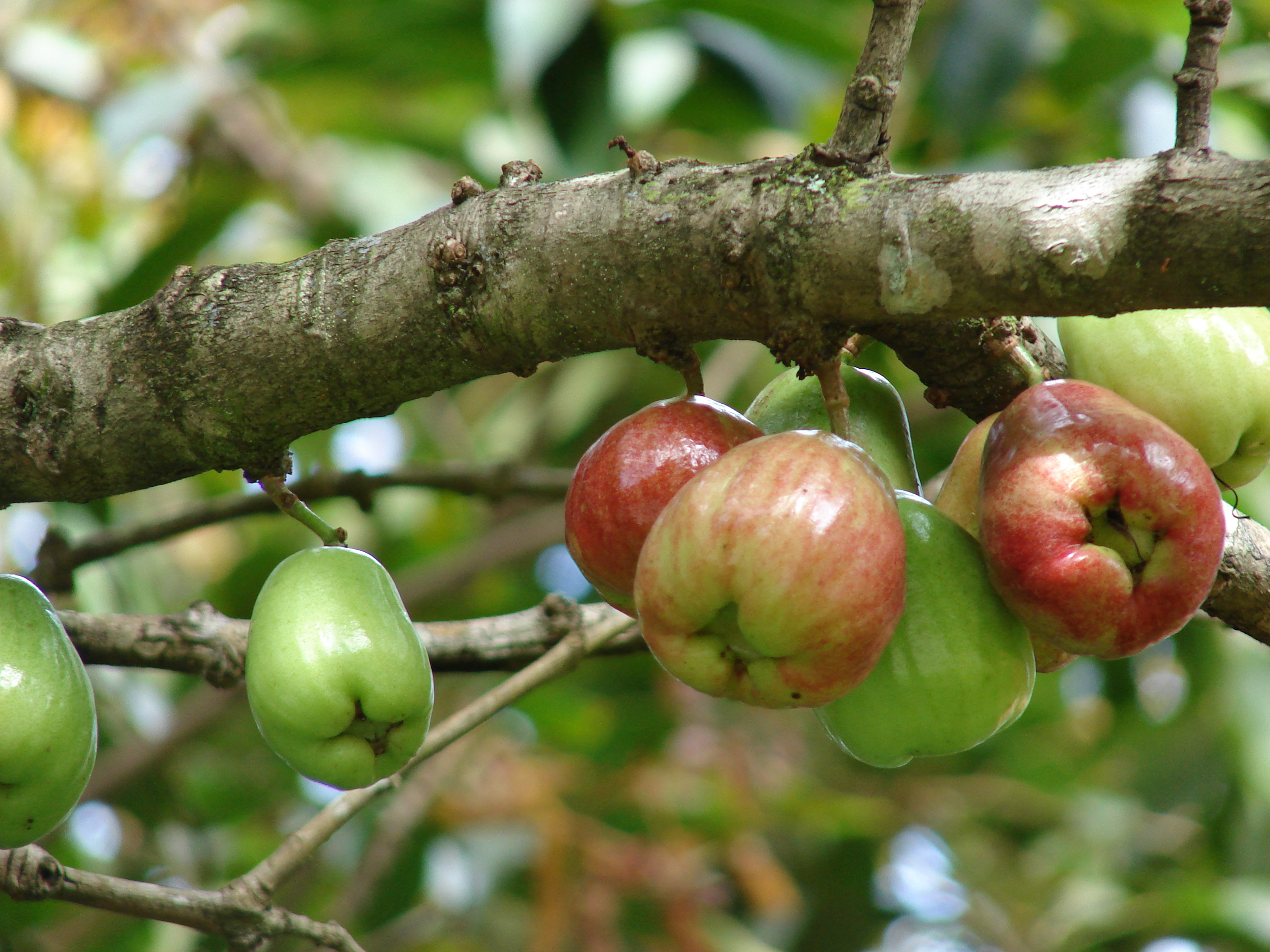
Fruits

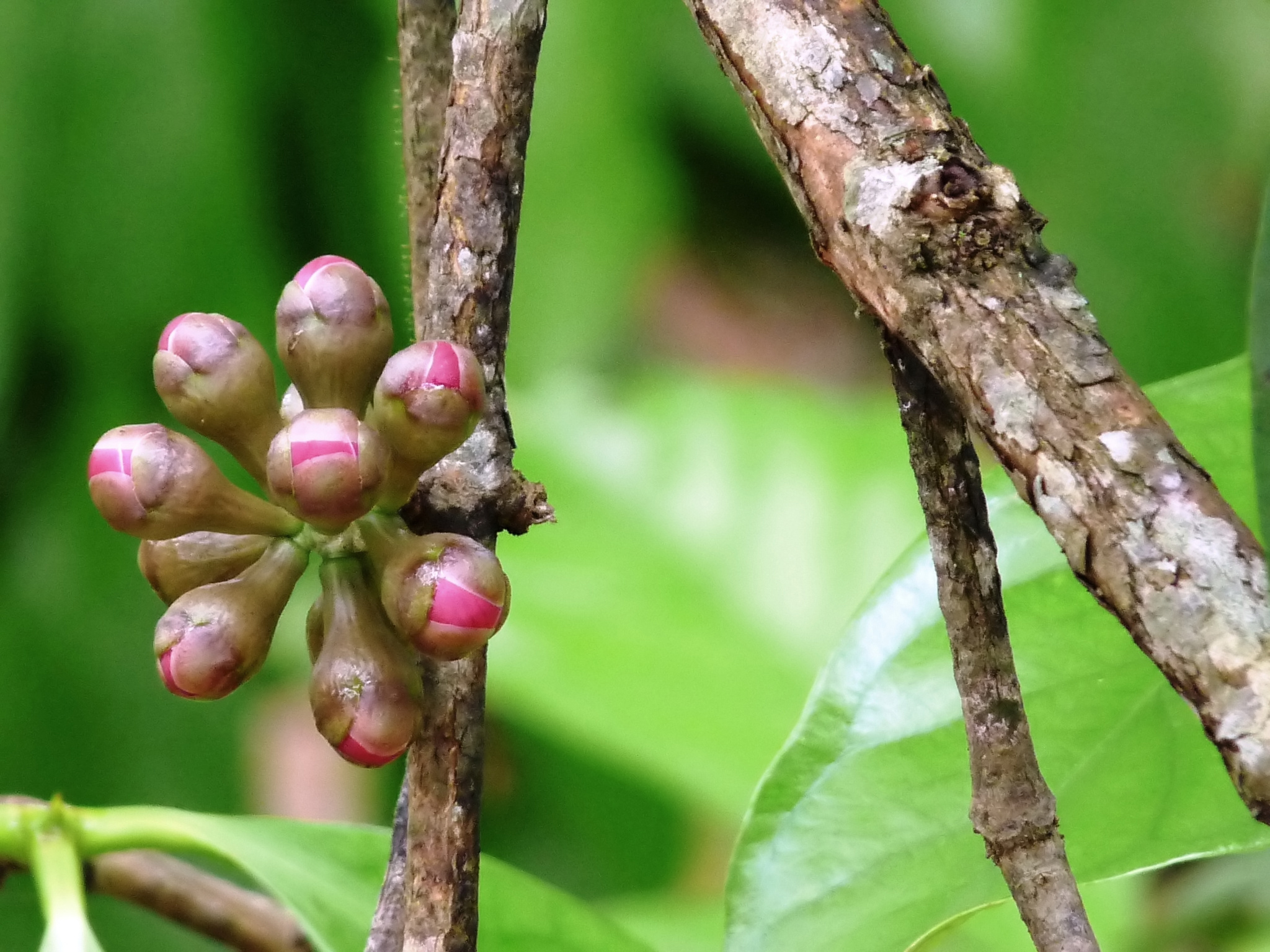
Capolls

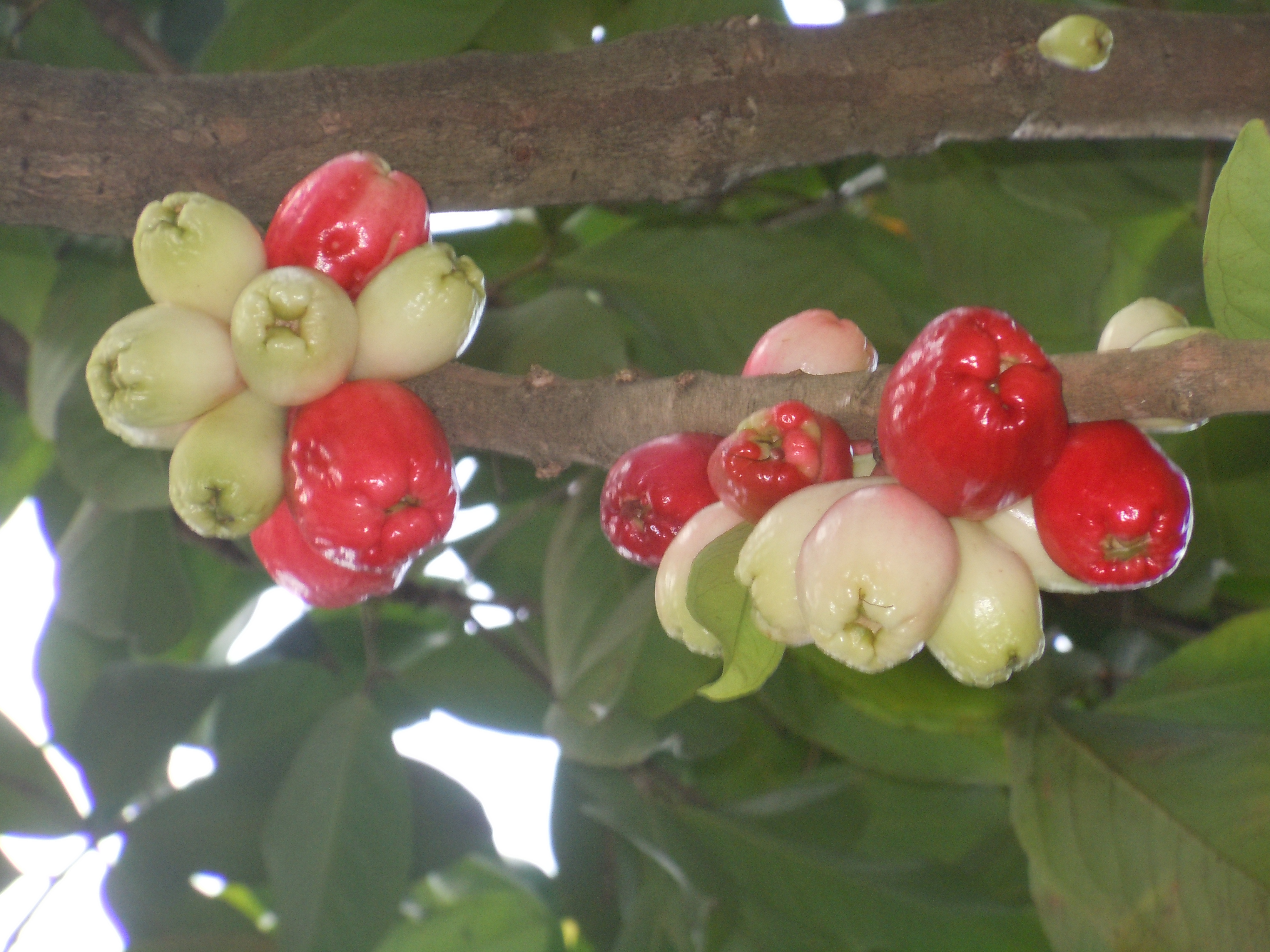
Fruits

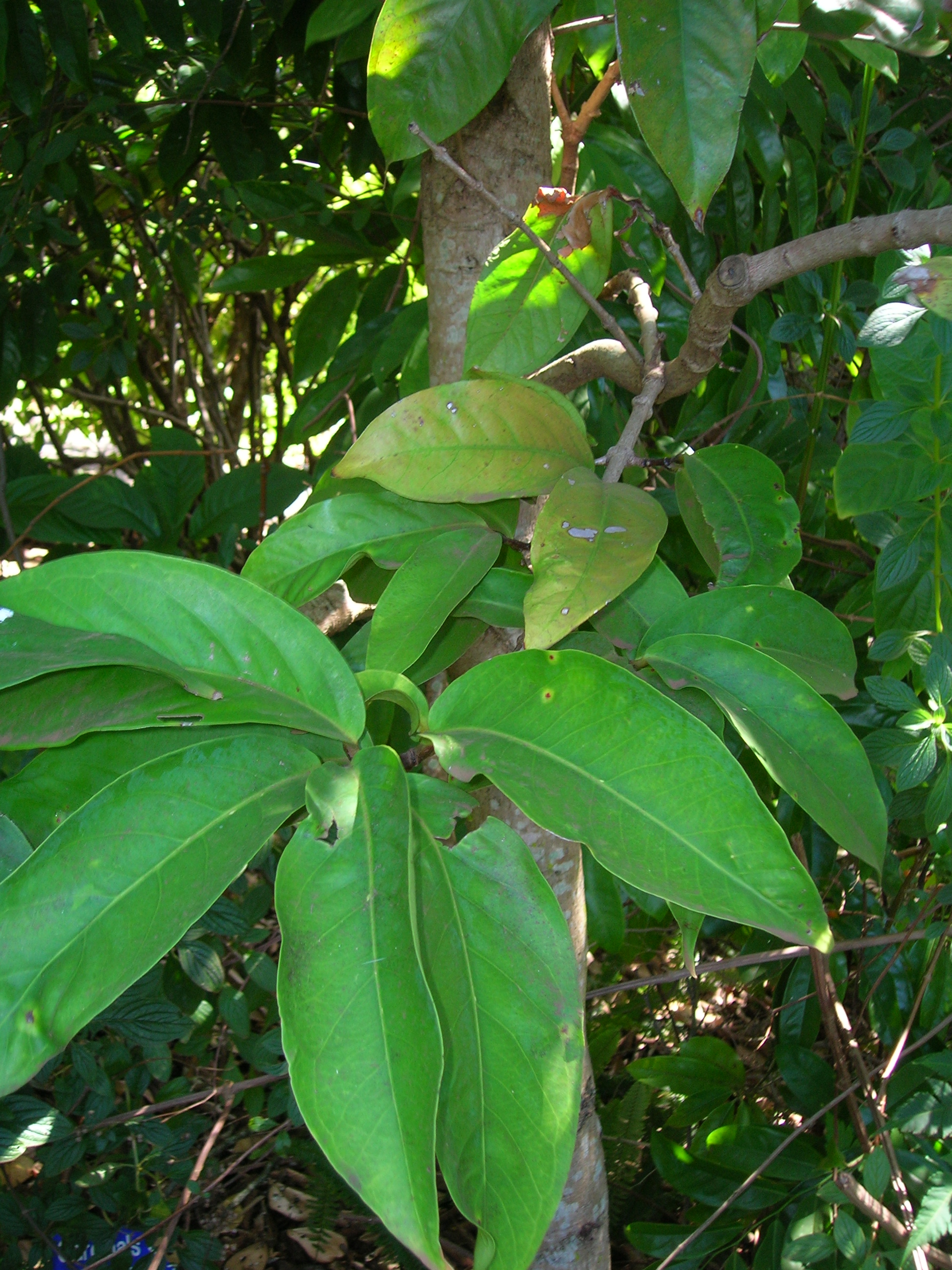
Fulles

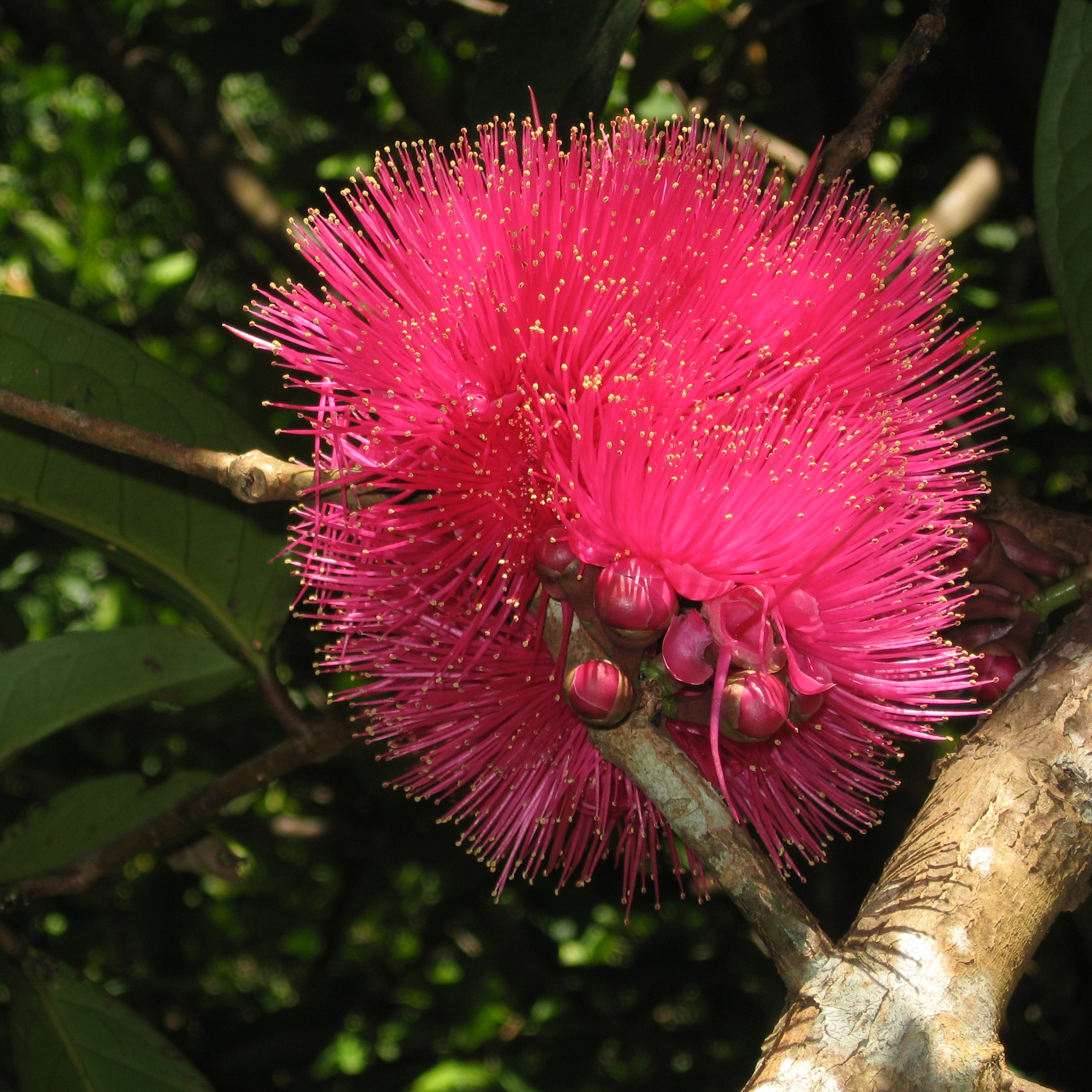
Inflorescència

## Distribució i hàbitat
És un fruit natiu de Malàisia, present en alguns països de Centreamèrica com Costa Rica, Panamà, El Salvador, Hondures i països de d'Amèrica del Sud com Veneçuela, i Colòmbia i del Carib com Trinidad i Tobago, Puerto Rico i República Dominicana. La fruita posseeix una forma oblonga similar a la d'una poma de petita grandària i una color vermella fosca, encara que algunes varietats tenen una pell blanca o rosada. La polpa és blanca i envolta una grossa llavor. La polpa és utilitzada per a preparar melmelada amb sucre negre i gingebre.
Els arbres de pomarrosa, coneguts en alguns països com a iambe o pomes d'aigua, creixen en climes tropicals on la precipitació anual és superior a 152 cm. Poden créixer a diverses altituds, del nivell del mar fins a 2.740 msnm. Els arbres en si poden atènyer 12 a 18 metres d'altura. Floreixen a la primeria de l'estiu portant la fruita durant els tres mesos següents.

## Descripció
Són arbres que aconsegueixen una grandària de 8-20 m d'altura. Les branquetes comprimides, finalment teretes; escorça vermellosa, escamosa. Fulles el·líptiques o oblongues, les làmines 12-36 × 5.5-16 cm, 1.5-2.7 vegades més llargues que amples, coriàcies, verdes o verd oliva concolor quan seques; vena mitjana còncava o solcada en el feix, convexa en el revés; nervadures laterals 7-12, aplanades o gravades en el feix, elevades en el revés; vena mitjana similar a les nervadures laterals i marcadament arquejades entre elles, a 7-15 mm dels marges; glàndules inconspícues o escampades sobre una o ambdues superfícies; base bressolada arrodonida; marges units en el pecíol; àpex abruptament acuminat o obtús; pecíols 10-15 mm, gruix i suberós en les fulles madures, deprimit adaxialment. Inflorescències cauliflores, en els nusos sense fulles de les branques foliars, cimoses, simples o una vegada compostes; eix 10-15 × 2-3 mm; flors 6-12; bràctees decídues molt abans de l'antesi; botons 15-20 mm, turbinats, vermells. Flors pedicelades, els pedicels 1-3 × 1-2 mm; bractèoles decídues molt abans de l'antesi; hipant 15-20 mm, vermell, obcònic a infundibuliforme, la base contreta per a formar un pseudopedícul 5-10 mm; llops del calze 3-7 × 6-7 mm, en parells subiguals, àmpliament ovalats o arrodonits, els marges escariosos, l'àpex arrodonit; pètals 7-9 × 7-9 mm, ovalats, còncaus, vermells, l'àpex arrodonit, els marges escariosos; estams 100-150, 20-25 mm, vermells; estil 20-25 mm. Fruits 50-75 × 20-50 mm, oblongs o obovoides; pericarp carnós, l'àpex excavat; llops del calze persistents, plegats per sobre de l'àpex; color vermella, rosada o blanca en la maduresa.

## Cultiu
Cal aclarir que aquesta fruita emergeix amb facilitat i a causa d'això les persones tendeixen a sembrar les llavors en els seus jardins o parcs. Perquè això passi cal que la terra sigui prou fèrtil o es pot comprar (fer) terra negra preparada (que es compon en gran part de fulles seques i trossos de fusta secs que s'han deixat durant un temps per a convertir-se en adob) perquè així la llavor pugui germinar amb facilitat en un temps de 2 a 4 setmanes. Quelcom de molt important que no s'ha d'oblidar és de regar amb abundant aigua el lloc on s'hem posat la llavor (preferiblement de nit) o si volem tenir més seguretat de la seva germinació podem posar-la en un petit cossiol per a després trasplantar l'arbre quan sigui necessari.

## Taxonomia
Syzygium malaccense va ser descrita per (L.) Merr. & L.M.Perry i publicat en Journal of the Arnold Arboretum 19(3): 215. 1938.
Etimologia
Syzygium: nom genèric que deriva del grec: syzygos i significa "unit, reunit"
malaccense: epítet geogràfic que al·ludeix a la seva localització a Malacca.
- Caryophyllus malaccensis (L.) Stokes
- Eugenia domestica Baill.
- Eugenia macrophylla Lam.
- Eugenia malaccensis L.
- Eugenia pseudomalaccensis Linden
- Eugenia purpurascens Baill.
- Eugenia purpurea Roxb.
- Jambosa domestica DC.
- Jambosa domestica Blume
- Jambosa macrophylla (Lam.) DC.
- Jambosa malaccensis (L.) DC.
- Jambosa purpurascens DC.
- Jambosa purpurea (Roxb.) Wight & Arn.
- Myrtus macrophylla (Lam.) Spreng.
- Myrtus malaccensis (L.) Spreng.[3][4]